# The Back Horn
The Back Horn (ザ・バックホーン, Za Bakkuhôn), stylisé THE BACK HORN, est un groupe de rock alternatif japonais, originaire de Tokyo, formé en 1998.

## Biographie
Le groupe est formé aux alentours d'avril 1998 ; à cette époque, ils répètent entre eux seulement dans leurs villages reculés puis les membres de départ décidèrent de quitter leurs campagnes natales pour rejoindre Tōkyō, pour diverses raisons. Ils fondent par la suite un groupe appelé Gyorai, mais qu'ils renomment rapidement pour The Back Horn. Leur premier concert aura lieu au Fuji Rock Festival en 1999. La même année, ils enregistrent un mini-album Doko e Yuku sous le label Kando Records pour, quelques mois plus tard, enregistrer un album complet : Yomigaeru Hi.
En 2001, ils signent chez Speedstar Records, label qu'ils ont toujours conservé depuis. Dès leur signature, Naoki (le bassiste) quitte le groupe. Ils le remplacent par Okamine Kohshu durant l'enregistrement de Ningen Program. Celui-ci ne sera considéré comme membre officiel qu'après la sortie du second album Shinzou Orchestra. Peu après, le groupe sera choisi pour le générique de deux films. L'un de Kiyoshi Kurosawa qui s'intitule Jellyfish (Bright Future) et l'autre de Kazuaki Kiriya, Casshern.
Après une tournée incluant un concert au Rock in Japan Festival, ils sortiront plusieurs singles ainsi qu'un DVD live. Vient ensuite le quatrième album, Headphone Children. Une des chansons de l'album (Kiseki) sera utilisé pour la série de films d'horreur Zoo. La tournée Headphone Children donnera lieu à un album live, Ubugoe Chainsaw. En 2005, le groupe joue son premier concert en Europe à l'occasion du FESTIVAL ASIA 2005 à Barcelone, en Espagne. En avril 2006, le 6e album Taiyou no Naka no Seikatsu sort. La même année, ils sortent le single Wana qui sera utilisé pour le générique de fin de l'anime Mobile Suit Gundam 00. À l'occasion des 10 ans du groupe, une compilation parait en janvier 2008 : Best The Back Horn, suivi à la rentrée 2008 par le huitième album, Pulse.
Le single Tatakau Kimi Yo sort le 24 avril 2010, puis le 4 août apparait le second single Tozasareta Sekai, et enfin le 15 septembre 2010 sort leur nouvel album, intitulé Asylum.

## Membres

### Membres actuels
- Yamada Masashi (山田将司?) - chant
- Suganami Eijun (菅波栄純?) - guitare
- Okamine Kohshu (岡峰光舟?) - basse
- Matsuda Shinji (松田晋二?) - batterie

### Ancien membre
- Hirabayashi Naoki (平林直己?) - basse

## Discographie

### Albums studio
- 1999 : Doko e Yuku (何処へ行く?) (mini-album)
- 2000 :  Yomigaeru Hi (甦る陽?)

### Singles
- 2000 : Fuusen
- 2001 : Sunny
- 2001 : Sora, Hoshi, Umi no Yoru
- 2002 : Sekaiju no Shita de
- 2002 : Namida ga Koboretara
- 2003 : Mirai
- 2003 : Hikari no Kesshou
- 2003 : Seimeisen
- 2004 : Yume no Hana
- 2004 : Cobalt Blue
- 2005 : KIZUNA Song
- 2005 : Black Hole Birthday
- 2006 : Hajimete no Kokyuu de
- 2006 : Chaos Diver
- 2006 : Koe
- 2007 : Utsukushii Namae
- 2007 : Wana
- 2008 : Kakusei
- 2010 : Sei to Shi to Shi
- 2010 : Tatakau Kimi Yo
- 2010 : Tozasareta Sekai
- 2011 : Nani mo nai sekai
- 2012 : Sirius
- 2012 : Battle Ima
- 2014 : Symmetry/Kowaremono
- 2016 : With You
- 2017 : Anata Ga Matteru (feat. Utada Hikaru)